# サイエンスチャンネル
サイエンス チャンネルは、国立研究開発法人科学技術振興機構が科学技術理解増進事業の一環として行っている、CATVとストリーミングの専門チャンネルである。

## 概要
かつてはCSテレビチャンネルであった。視聴料が無料である為、全国各地のケーブルテレビの自主放送チャンネルにおいて放送されている。さらに過去のほぼ全ての放送について、Webサイト上で無料でストリーミング配信を行っている。スカパー!終了後もこちらは継続されており、今後高画質化されると案内されている。
CS放送では独立したチャンネルではなく、Australia Network/サイエンス チャンネル（スカパー!773ch、現・Australia Network）などのチャンネルを転々としながら、ノンスクランブルパートとして毎日数時間の放送を行っていたが、2010年3月いっぱいでスカパー!での放送を終了した。2010年4月5日 - 2012年3月28日はBSデジタル放送BS11にて放送し、時期不明 - 2021年3月31日はグリーンチャンネルにて放送していた。詳しくは沿革を参照。

## 沿革
- 2000年（平成12年）10月 - 日本教育放送を委託放送事業者として、SKY PerfecTV!（現・スカパー!）「子育て支援・サイエンス チャンネル」で放送開始。
- 2002年（平成14年）3月1日 - CS日本を委託放送事業者として、プラット・ワン「マンマTV・サイエンス」（後に「日テレプラス&サイエンス」、現「日テレプラス」）での放送開始。
- 2004年（平成16年）3月1日 - プラット・ワンの合併・放送終了に伴い、スカイパーフェクTV!110（→スカパー!e2）での放送開始。
- 2006年（平成18年）1月1日 - 「日テレプラス&サイエンス」のSKY PerfecTV!での放送開始に伴い、SKY PerfecTV!での放送が2つのチャンネルを使って放送を行う体制となる。
- 2008年（平成20年）12月1日 -「子育て支援・サイエンス チャンネル」の休止（「fashiontv」への変更）に伴い、アトス・ブロードキャスティングを委託放送事業者とした「懐かし音楽★グラフィティTV/keiba」での放送に移行。
- 2009年（平成21年）
  - 3月31日 -「日テレプラス」での放送を終了（スカパー!e2での放送が終了）。
  - 4月1日 - 「懐かし音楽★グラフィティTV/keiba」での放送時間が8時間に増加。
  - 4月30日 -「懐かし音楽★グラフィティTV/keiba」での放送を終了。
  - 5月1日 - 引き続きアトス・ブロードキャスティングを委託放送事業者として、チャンネルを「Australia Network/サイエンス チャンネル」（現・Australia Network）に移行。
- 2010年（平成22年）
  - 3月31日 -「Australia Network/サイエンス チャンネル」での放送を終了。ストリーミングとCATV局向けの放送は継続。
  - 4月5日 - BS11内「び〜てれずっきー」にて放送開始。
  - 7月1日 - BS11内「サイエンス1730倶楽部」として放送開始。
  - 8月1日 - BS11内「サイエンス・プレミアム」が放送開始（放送時間の増加。）。
- 2012年（平成24年）3月28日 - BS11での放送を終了。
- 時期不明 - グリーンチャンネルでの放送開始。
- 2021年（令和3年）3月31日 - グリーンチャンネルでの放送を終了。

## 放送時間
- CATV局向け：毎日 24:00 - 27:00に放送中（番組配信においてJC-HITS利用局については「チャンネル700」において一部番組放送。）。
- Australia Network/サイエンス チャンネル：毎日 7:00 - 11:00と15:00 - 23:00（1日12時間）。2010年3月31日まで放送していた。
- BS11内「び〜てれずっきー」：平日 17:30 - 18:00、18:30 - 18:55（2010年4月 - 6月）
  - 18:30 - は2010年5月3日から開始。「熱闘!! 楽天戦 フル中継」（プロ野球中継）がある時は放送休止。なお同年7月 - は毎週土曜に放送（サイエンス チャンネル関連の放送は無い。）。
- BS11内「サイエンス1730倶楽部」：月曜 - 木曜 17:30 - 18:25、金曜 18:00 - 18:25（2010年7月 - 8月）→平日 17:30 - 18:25（2010年9月  10月1日）
  - 2010年7月1日から開始。18:00 - に「熱闘!! 楽天戦 フル中継」がある時は、以降放送休止となる。
- BS11内「サイエンス倶楽部・スタンバイ!」：平日→月曜 - 水曜 18:00 - 18:25（2010年10月4日 - 2012年3月28日）
- BS11内「サイエンス・プレミアム」：日曜 22:00 - 22:55、再放送・木曜 21:00 - 21:55（2010年8月 - 2011年3月）
  - 2010年8月1日から開始。再放送が「熱闘!! 楽天戦 フル中継」が延長時は放送休止となる。
- グリーンチャンネル内「グリーンサイエンスアワー」：月曜 - 木曜 14:00 - 14:30（時期不明 - 2020年12月）→月曜 - 木曜 11:30 - 12:00（2021年1月 - 3月）

## 主な番組
サイエンス チャンネルで放映される番組は各映像プロダクションが企画・制作を行っている。民放系のプロダクション（日テレアックスオンやテレパックなど）やNHKの関連団体NHKエンタープライズとNHKエデュケーショナルが同局向けに制作した番組もある。また、でんじろう（米村傳次郎）が地上波に出演する前の冠番組「米ちゃんの○○」シリーズも多く作られている。
- elements〜メンデレーエフの奇妙な棚〜 - おじょうさん(佐藤瀬奈)と謎の店主(コハ・ラ・スマート)による、約15分の化学番組。「2006年北京国際科学映像祭」青少年部門・銅賞　受賞作。第27回より海堂るりこが主演でリニューアルされた。第26回までは単体元素の話題が中心で、第27回からは化合物という構成になっている。少女と店主のかけあいやシュールなネタを交えて、楽しく化学の基礎を学ぶことができる。
- THE MAKING - 様々な製品の製造過程を映像・テロップとBGMのみで見せる約15分の番組。日テレの関連会社である日テレアックスオン（AX-ON）が制作している（日テレグループ再編前はNTV映像センターが制作）。
- 偉人たちの夢 - 世界的科学者の功績についてとりあげる30分番組。
- 北野誠の測ってボカン！ - 北野誠が様々な単位についてユニークに紹介する30分番組。北野誠は他にも「北野誠のカタ破り！カタチ研究所」「北野誠のくらべてボカン！」にも出演している。
- サイエンスフロンティア21
- スカイガール（2005年製作）／スカイガール 2（2007年製作）- 小倉優子主演のコメディドラマ（15分×全5回×2シリーズ）。旅客飛行機のキャビンアテンダントを目指す質屋の娘の姿を（スカイガール）、キャビンアテンダントとなってからの日常（スカイガール 2）を通して、航空産業分野や放射線の応用技術を紹介していく。
- 体験！発信！ぼくらの町の科学館 - 2005年に製作。日本各地の科学館（原子力発電所の広報施設が多い）を、矢口聖来と小島由利絵が地元の子供達と一緒に体験レポートする。（一部を除き）東方面は矢口聖来が、西方面は小島由利絵が担当した。福島第一原子力発電所事故の影響で2012年現在閉鎖されている施設も多く、貴重な映像がサイエンスチャンネルのサイトで見ることができる。TBSの非連結子会社であるテレパックの制作。
- マナ☆カナのチームワークにACCESS! - 三倉茉奈・佳奈が各種エネルギーの生産に携わる人々の仕事現場を紹介。
- 浅香唯のおもしろイベント情報 - 浅香唯が原子力やエネルギーに関わる楽しいイベントを紹介。
- 時効なし！～未解決問題を追いつめろ～  - 鮫島課長（内田健介）、立花捜査員（立石由衣）、蟹江捜査員（紺野相龍）によって科学の未解決問題に挑む。全13回。
- U.H.O.フューチャーレスキュー2061 - 現在の科学技術開発の延長線上に実現されるかもしれない乗り物「U.H.O.」（Unidentified High technology Object＝未確認ハイテクマシンの略）を使う特殊救援隊の活躍を描く約15分のアニメ作品、全27話。毎回違う「U.H.O.」が登場し、その動作原理や機構などを学者、専門家が解説するコーナーが挿入されている。